# Elecciones parlamentarias de la República Dominicana de 1998
Las elecciones congresuales y municipales se celebraron en la República Dominicana el 16 de mayo de 1998. El resultado fue una victoria para la oposición liderada por el PRD, que ganó 83 de los 149 escaños en la Cámara de Diputafos, además de la mayoría del senado. Esto en gran parte gracias al VOTO DE LUTO de la población al haber fallecido días antes de las elecciones el mayor líder de masas del partido Blanco, JOSE FRANCISCO PEÑA GOMEZ. La participación electoral fue del 52.9%.